# روي غوردانا
روي غوردانا (بالعبرية: רועי גורדנה‏) (6 يوليو 1990 بتل أبيب في إسرائيل - ) هو لاعب كرة قدم إسرائيلي في مركز الوسط. لعب مع نادي هبوعيل بئر السبع ونادي هبوعيل تل أبيب وهبوعيل بتاح تكفا ‏ ومكابي بتاح تكفا.

## وصلات خارجية
- روي غوردانا على موقع Soccerway.com (الإنجليزية)
- روي غوردانا على موقع عالم كرة القدم.نت (الإنجليزية)
- روي غوردانا على موقع AS.com (الإسبانية)